# Tibberton (Shropshire)
Pour les articles homonymes, voir Tibberton.
Tibberton est un village du Shropshire, en Angleterre.